# Haematococcus
Genre
Haematococcus est un genre d'algues vertes, de la famille des Haematococcaceae.

## Description
Ce sont des algues unicellulaires, dotées de deux flagelles et n'ayant qu'un seul noyau. Leur couleur rose orangé est due à un caroténoïde, l'astaxanthine.

## Répartition et habitat
Les espèces de ce genre vivent en eau douce, sur tous les continents du monde (sauf l'Antarctique).

## Liste d'espèces
Selon AlgaeBase (9 juin 2013) :
- Haematococcus allmanii Hassall
- Haematococcus buetschlii Blochmann
- Haematococcus capensis Pocock
- Haematococcus carocellus R.H.Thompson & D.E.Wujek
- Haematococcus droebakensis Wollenweber
- Haematococcus murorum Hassall
- Haematococcus pluvialis Flotow (espèce type)
- Haematococcus thermalis Lemmermann
- Haematococcus zimbabwiensis Pockock

Selon NCBI (9 juin 2013) :
- Haematococcus capensis
- Haematococcus droebakensis
- Haematococcus lacustris
- Haematococcus pluvialis
- Haematococcus zimbabwiensis